# Cerdo de guerra
Los cerdos de guerra son cerdos usados con fines bélicos. En especial, los cerdos han sido usados como contramedida contra los elefantes de guerra. En ocasiones, han sido bañados con líquidos inflamables y se les ha prendido fuego y se los ha enviado contra los elefantes, aumentando así el efecto. En ese caso se han denominado cerdos incendiarios.

## Historia

### Antigüedad
Los humanos pueden haber intentado lanzar bestias salvajes, como leones o "jabalíes salvajes", contra el enemigo, pero con resultados catastróficos, tal como lo recuerda Lucrecio.
En 272 a. C., se registró que los romanos usaron jabalíes salvajes en su lucha contra los elefantes de guerra de los tarentinos. Durante el enfrentamiento, los romanos soltaron varios jabalíes, lo que asustó a los paquidermos del ejército de Tarento de tal manera que los animales se volvieron contra su propia tropa debido a un fuerte comportamiento desesperado provocado por la manada de jabalíes.
Según cuenta Polieno y por Claudio Eliano informaron que el asedio de Mégara realizado por Antígono II Gónatas en 266 a. C. durante la guerra de Cremónides, fue roto por los megarenses por medio de una artimaña. Para hacerla, rociaron algunos cerdos con brea combustible, petróleo crudo o resina, les prendieron fuego y los dirigieron hacia los elefantes de guerra del enemigo. Los elefantes huyeron aterrorizados de los cerdos incendiarios, probablemente a causa del chillido de los animales. En la huida mataron a un gran número de sus propios soldados pisoteándolos hasta la muerte. Según un relato, Gonatas más tarde hizo que sus cornacas criaran cerdos entre los elefantes para acostumbrar a los animales a los cerdos. Esta práctica ha sido inmortalizada por una moneda de bronce romana que data de su época, que mostraba un elefante de un lado y un cerdo del otro.
El comandante naval y del ejército romano Plinio el Viejo, informó que "los elefantes se asustan con el chillido más pequeño del cerdo". El autor y maestro romano Claudio Eliano confirmó que los elefantes se asustaban con los cerdos que chillaban y los carneros con cuernos, e informaron que los romanos explotaron tanto a los cerdos que chillaban como a los carneros con cuernos para repeler a los elefantes de guerra de Pirro en el 275 a. C
En el siglo III se escribió un libro: el "Romance de Alejandro" por Pseudo Calístenes. En este, el emperador macedonio Alejandro Magno se enteró de esta "arma secreta" contra los elefantes de guerra del rey Poro en la India.

### Edad Media
El erudito griego bizantino Procopio, en Historia de las guerras, registró que los defensores de Edesa suspendieron un cerdo chillón de las paredes para ahuyentar al único elefante de asedio de Cosroes I en el siglo VI.

### Edad Moderna
Todavía en el siglo XVI, el político inglés Reginald Scot informó sobre el supuesto terror del elefante por el cerdo chillón.

### Edad Contemporánea
En Israel se intentó usar al cerdo como un animal que les ayude en la lucha antiterrorista. El proyecto falló. Consideraban que, ya que el cerdo era considerado animal impuro por el Islam, el uso del cerdo ahuyentaría a los fanatizados, ya que podría costarles su lugar junto a las huríes. Debido a que el cerdo evitaba el enfrentamiento, el proyecto no prosperó.
En ciertos lugares, como en la Dirección General del Ministerio del Interior de Rusia para la ciudad de Moscú, hay un cerdo que está en el servicio de búsqueda de explosivos. A veces sale a trabajar, junto con los perros.